# Buhl (Idaho)
Buhl ist eine Stadt am Oregon Trail im westlichen Twin Falls County in Idaho. Das U.S. Census Bureau hat bei der Volkszählung 2020 eine Einwohnerzahl von 4.558 ermittelt.

## Geschichte
Die ältesten Spuren menschlicher Besiedlung in der Region um Buhl fanden sich in der Wilson-Butte-Höhle. Sie zählen mit weit über 10.000 und bis zu 15.000 Jahren zu den ältesten in Nordamerika. Die Höhle wurde noch um 1500 genutzt. Die älteren Spuren gehören möglicherweise der Fremont-Kultur an, deren Schwerpunkt weiter südlich, in den Bundesstaaten Utah, Idaho, Colorado und Nevada lag, und die um 700–1300 existierte. Die Bewohner betrieben Landbau (Mais, Bohnen, Squash, Nüsse, Beeren, Zwiebeln), waren Halbnomaden, fertigten Tonwaren und Körbe. Auch hinterließen sie kleine Skulpturen, Petroglyphen und Pictographen. Möglicherweise stammten die Fundstücke aber auch aus dem Tauschhandel mit den südlichen Nachbarn.
Die ältesten menschlichen Überreste stammen von der nach dem Ort benannten Buhl-Frau, die vor rund 10.700 Jahren lebte.
Vor Ankunft der weißen Siedler lebten in der Region die Stämme der Nördlichen Shoshone, der nördlichen Paiute und der Bannock, wobei letztere möglicherweise die nördlichste Gruppe der Paiute darstellten.
Vor 1853 dezimierte eine Pockenepidemie die Bannock. Sie wurden von der US-Armee besiegt. Auch andere indianische Gruppen mussten sich der Umsiedlungspolitik fügen und wurden in die Fort Hall Reservation gedrängt.
Der Ort Buhl wurde am 17. April 1906 gegründet und nach Frank H. Buhl aus Sharon in Pennsylvania benannt. Er war der Hauptinvestor für das Twin Falls South Side project, ein Bewässerungsprojekt für das Magic Valley. Seit 1906 und erneut ab 1947 investierte der Bundesstaat in 14 Fischzuchten, die den Süden Idahos zum größten Produzenten von Forellen machten.

## Wirtschaft
Buhl ist als „Trout Capital of the World“ (Forellenhauptstadt der Welt) bekannt, denn dort befinden sich die meisten Fischzuchten für Regenbogenforellen. Clear Springs Foods, unmittelbar nördlich von Buhl, und seine Konkurrenten, verarbeiten mehr als 76 % des amerikanischen Forellenbedarfs. Diese Produktion begann Ende der 1940er Jahre.

## Söhne und Töchter der Stadt
- Marjorie Reynolds (1917–1997), Schauspielerin
- April McClain-Delaney (* 1964), Politikerin